# Bătălia de la Urfa
Bătălia de la Urfa (în limba turcă: Urfa Savunması) a fost un conflict armat dintre armata franceză care ocupa orașul Urfa (Șanlıurfa contemporană)  și naționaliștii turci. Garnizoana franceză din Urfa a rezistat două luni atacurilor turcilor până când, în urma unor negocieri, a părăsit orașul după ce i s-a garantat traversarea în siguranță a regiunii controlate de revoluționarii turci. Turcii nu și-au respectat însă angajamentele, iar militarii francezi au fost masacrați după ce au căzut într-o ambuscadă organizată de naționaliști pe drumul de retragere.

## Contextul  general
Orașul Urfa a fost ocupat de armata franceză în toamna anului 1919, Parisul dorind să incorporeze această regiune a Imperiului Otoman în Siria sub mandat francez. Planurilor franceze legate de regiunea Cilicia li s-a opus Mișcarea Națională Turcă condusă de Mustafa Kemal Pașa. Spre sfârșitul anului 1919, naționaliștii turci au început să pregătească declanșarea unei insurecții împotriva garnizoanelor franceze cu efective reduse din Maraș, Antep și Urfa, urmărind cucerirea definitivă a controlului în regiune. 
În ianuarie 1920, Ali Saip Bey , deputatul din Urfa din Congresul Național Turc, a cerut triburilor kurde din regiune să se alăture luptei împotriva francezilor. Acțiunile sale au fost coordonate cu cele ale  căpitanului armatei otomane Kılıç Ali Bey (Kuluj Ali). 

## Bătălia
Pe 7 februarie 1920, Ali Saip Bey a cerut public forțelor franceze să evacueze Urfa în 24 de ore. Când francezii au respins acest ultimatum, forțele turce s-au mobilizat și au asediat orașul pe 9 februarie. Insurecția a fost declanșată într-un moment în care forțele naționale turce urmau să se implice și în luptele pentru apărarea Marașului. Garnizoana franceză formată din 473 de militari (soldați senegalezi și algerieni ai trupelor coloniale și armeni din Legiunea franco-armeană) a opus o rezistență puternică atacurilor naționaliștilor turci și kurzi timp de 61 de zile. pe 7 aprilie, comandantul francez Hauger, luând în considerație faptul că rezervele de alimente și muniție ale unității sale erau aproape complet epuizate, a încercat să negocieze o încetare a focului. Hauger a cerut în schimbul predării orașului ca turcii să permită plecarea în siguranța a militarilor săi și să garanteze securitatea populației creștine din oraș. 
Ali Bey a acceptat să se întâlnească cu maiorul Hauger  pe un pod din apropierea spitalului american. Termenii acordului de încetare a focului au fost negociați în prezența căpitanului francez Sajous și a doctorului armean. Hauger a cerut, iar Ali Bey a fost de acord, ca militarii francezi să părăsească orașul cu toate armele din dotare și să li se asigure securitatea deplasării până într-o zonă aflată sub controlul forțelor Parisului. Hauger a mai cerut ca Ali Bey să accepte ca 10 notabilități locale să însoțească trupele franceze pentru a le granta siguranța, dar acesta din urmă a acceptat să trimită pe post de ostatici 10 jandarmi. Cei 300 de supraviețuitori francezi ai luptelor în frunte cu maiorul Hauger au părăsit Urfa la ora 0:30. 
Seara, coloana francezilor s-a apropiat de defileul Ferish Pașa. Kurzii au organizat din timp în această zonă o ambuscadă, plasându-și trăgătorii pe creste. Jandarmii care îi însoțeau pe francezi se pare că nu cunoșteau nimic despre ambuscadă. Hauger a încercat în zadar să negocieze o capitulare a soldaților săi. Lupta a continuat până aproape toți militarii francezi, inclusiv Hauger, au murit. Doar câțiva dintre francezi au reușit să spargă încercuirea și au ajuns în siguranță la Arab Punar. Ali Bey avea să justifice mai târziu masacrul afirmând că francezii au fost atacați doar după ce atacaseră în prealabil satele turcești întâlnite în drumul lor.